# Verive Corcorúnio (século VI)
Verive (em armênio: Վրիվ; romaniz.: Vriv) foi um nobre armênio (nacarar) do século VI da família Corcorúnio, ativo durante o reinado do xainxá Cosroes I (r. 531–579).

## Nome
Verive (Վրիվ, Vriv) é um nome armênio, cuja origem é incerta. Pensa-se que pode ser iraniano. Ferdinand Justi propôs que o nome signifique "pernas arqueadas" e está relacionado ao persa novo wurīb / urīb e ao grego raibós (ραιβός).

## Vida
Verive pertencia à família Corcorúnio e era, respectivamente, filho e irmão de Artaxer e Garzúlio III. Compareceu ao Segundo Concílio de Dúbio conveniado pelo católico Narses II em março de 555. Seu nome foi registrado nas atas de participação, onde ocorre como Vriv y Artašryan, ou seja, "Verive de Artaxer".